# Lago Jar-Us
El lago Jar-Us o Jar-Us Nuur (en mongol: Хар-Ус нуур, que significa «lago Agua Negra»: un caso claro de tautopónimo ya que «nuur» es lago en mongol) es uno de los lagos más importantes de Asia Central, el tercer lago más grande de Mongolia por superficie. Está localizado en el oeste del país y también al oeste de la depresión de los Grandes Lagos. Se encuentra a 1156,7 m sobre el nivel del mar y es el más septentrional de un sistema de lagos interconectados: Jar-Us Nuur, Jar Nuur, Dörgön Nuur, Airag Nuur y Jiargas Nuur. Administrativamente, pertenece al Aymag de Jovd.
Tiene 72,2 km de largo, y 36,5 km de ancho, aunque es muy poco profundo, apenas 2,2 m de media y 4,5 de máxima. Su área es de 1852 km², incluyendo la gran isla de Agbash (o Ak-Bashi, «Cabeza Blanca», con un área de 274 km²), por lo que la superficie real de agua es sólo 1578 km². Otras fuentes proporcionan datos algo diferentes.
Debido a su situación geográfica, el clima predominante es el subártico, alcanzándose temperaturas de -40 °C en sus largos inviernos, y provocando la congelación de la superficie del lago.
El principal afluente en el lago es el río Hovd (Jovd Gol), de 516 km, que desagua creando un gran delta fluvial.
El llamado muro de Gengis Kan corre a lo largo de la costa occidental del lago. 